# حي 5 أكتوبر (أبين)
حي 5 أكتوبر هو أحد أحياء مدينة المحفد التابعة لمحافظة أبين اليمنية. يبلغ تعداد سكانه 3075 نسمة حسب التعداد السكاني في اليمن لعام 2004.